# 野崎充彦
野崎 充彦（のざき みつひこ、1955年 - ）は、日本の朝鮮古典文学者、大阪市立大学名誉教授。専攻は朝鮮古典文学・伝統文化論。

## 来歴
奈良県生まれ。1980年関西大学法学部法律学科卒業。1985年大阪外国語大学大学院外国語学研究科 修士課程修了。1986年には、韓国 東国大学大学院碩士課程修了。1990年3月、大阪市立大学大学院 文学研究科後期博士課程（中国文学）単位取得退学。
1990年4月より大阪市立大学・梅花女子大学・阪南大学で非常勤講師をつとめる。
1991年10月、大阪市立大学・文学部講師、1994年に助教授となる。2002年 文学博士の学位を取得。2003年より同大学大学院文学研究科・文学部教授に昇任、2021年3月に退任。
古田博司は、野崎が長い研究生活の末に朝鮮古典文学の主人公や舞台はほとんど中国（中国人）だから、「朝鮮古典文学の特徴は朝鮮の不在である」という結論に至ったことについて、「ウソをつかない、立派な学者だと私は思った」と評した。

## 著書

### 単著
- 『韓国の風水師たち 今よみがえる龍脈』（人文書院、1994年8月）ISBN 4-409-16068-0。
  - 『韓国の風水師たち』韓国語版（2000年3月、ソウル）[7]
- 『朝鮮の物語』（大修館書店〈あじあブックス 002〉、1998年6月）ISBN 4-469-23142-8。
- 『コリアの不思議世界 朝鮮文化史27話』（平凡社新書、2003年9月）ISBN 4-582-85196-7。
- 『慵斎叢話 15世紀朝鮮奇譚の世界』（集英社新書、2020年6月）ISBN 978-4-08-721126-9。[1]

### 共編・共著
- 『アジア諸地域と道教』（野口鉄郎(編集代表)・遊佐昇・増尾伸一郎、雄山閣〈講座道教 第6巻〉、2001年10月）ISBN 4-639-01739-1。
- 『韓国の古典小説』（染谷智幸・鄭炳説（チョン・ビョンソル）編、ぺりかん社、2008年12月）ISBN 978-4831512239。

※分担執筆：「朝鮮時代の古典資料と芸人譚」146-161頁、野崎ほか5名「文信座談会 韓国の古典小説、その魅力と源泉」11-81頁
- 『神話世界と古代帝国』（集英社 〈アジア人物史 1〉、2023年1月）ISBN 978-4081571017。

※分担執筆：「朝鮮神話 檀君 - 朝鮮史が生み出した民族神」71-90頁

### 翻訳
- 車柱環『朝鮮の道教』（三浦国雄共訳、人文書院、1990年6月）ISBN 978-4409410479。
- 韋旭昇『中国古典文学と朝鮮』（柴田清継共訳、研文出版、1999年3月）ISBN 978-4876361687。
- 金敬鎮『青邱野談 李朝世俗譚』（編訳注、平凡社〈東洋文庫〉、2000年5月）ISBN 978-4582806700。[8]
- 『洪吉童(ホンギルトン)伝』伝許筠（平凡社〈東洋文庫〉、2010年6月）ISBN 978-4582807967。
- 鄭琮樺(チョン・ジョンファ) 『韓国映画100年史：その誕生からグローバル展開まで』（加藤知恵共訳、明石書店、2017年3月）ISBN 978-4750344676。
- 成俔『慵斎叢話』（平凡社〈東洋文庫〉全3巻）、2025年8月より刊行